# Ratkovská Zdychava
Ratkovská Zdychava je bývalá samostatná obec v okrese Rimavská sobota, od roku 1960 je součástí obce Rovné, ležící 3 km severozápadně od ní.
Obec leží v Revúcké vrchovině, v údolí řeky Blh, na odbočce cesty z obce Rovné do Krokavy, v nadmořské výšce 421 m n. m.
Klasicistní kostel evangelické církve augsburského vyznání byl postaven v roce 1841, přestavěný v roce 1926. Zvonice je z 18. století.
Jihovýchodně od osady leží samota Vyšná Burda s hájovnou.